# San Pablo La Laguna
San Pablo La Laguna è un comune del Guatemala facente parte del dipartimento di Sololá.